# Weißenfels
Weißenfels è una città tedesca, bagnata dal fiume Saale, di 39 041 abitanti e situata nel land della Sassonia-Anhalt. Appartiene al circondario del Burgenland (targa BLK).
Fino al 1º luglio 2007 è stata capoluogo del circondario omonimo.

## Storia
Città dal 1185, contesa dal XIII secolo tra i margravi di Meißen e i langravi di Turingia, dal 1245 fu dei Wettin, toccando poi nella divisione del 1485 alla linea degli Albertini. Dal 1657 al 1746 fu residenza dei duchi della linea collaterale di Sassonia-Weißenfels. Nel 1815 passò alla Prussia.

## Amministrazione
Il comune comprende, oltre al capoluogo omonimo, le seguenti località:
- Burgwerben
- Großkorbetha con Bäumchen, Gniebendorf e Kleinkorbetha
- Langendorf con Kößlitz-Wiedebach, Muttlau, Obergreißlau e Untergreißlau
- Leißling
- Markwerben
- Reichardtswerben
- Schkortleben con Kriechau
- Storkau con Pettstädt e Obschütz
- Tagewerben
- Uichteritz con Lobitzsch
- Wengelsdorf con Kraßlau e Leina

## Museo
La Casa Heinrich Schütz e un museo sulla vita e sulle opere del compositore Heinrich Schütz (1585–1672).

### Gemellaggi
- Kornwestheim, dal 1990
- Komárno, dal 1996